# Вім Даусенберг
Вім Даусенберг (нід. Willem Frederik «Wim» Duisenberg; 9 липня 1935, Геренвен, Нідерланди — 31 липня 2005, Фокон ,Франція) — нідерландський політик, член партії Партії праці. Перший президент (1998–2003) Європейського центрального банку (ЄЦБ), попередник Жана-Клода Тріше. Зіграв важливу роль у становленні євро і виведенні гульдена. Також відомий тим, що він прив'язав курс гульдена до німецької марки. Був свого часу міністром фінансів Нідерландів і главою Нідерландського банку.
Достроково відправлений у відставку.
У віці 70 років був знайдений потонувшим у приватному плавальному басейні. Офіційна версія — зупинка серця.